# طارق مرزوق
طارق مرزوق  (13 فبراير 1982 المغرب) هو لاعب كرة قدم مغربي يلعب كمهاجم.

## روابط خارجية
- طارق مرزوق على موقع قاعدة بيانات كرة القدم.إي يو (الإنجليزية)